# Stratégies d'évitement de la reproduction consanguine
Pour un article plus général, voir Reproduction consanguine.
L'évitement de la reproduction consanguine, ou l'hypothèse de l'évitement de la reproduction consanguine, est un concept en biologie évolutive qui fait référence à la prévention des effets délétères de la consanguinité. L'hypothèse d'évitement de la consanguinité postule que certains mécanismes se développent au sein d'une espèce, ou au sein d'une population donnée d'une espèce, à la suite de l'accouplement assortatif, de la sélection naturelle et sexuelle afin d'empêcher la reproduction parmi les individus apparentés de cette espèce ou de cette population. Bien que la consanguinité puisse imposer certains coûts évolutifs, l'évitement de la consanguinité, qui limite le nombre de partenaires potentiels pour un individu donné, peut entraîner des coûts d'opportunité. Par conséquent, un équilibre existe entre la consanguinité et l'évitement de la consanguinité. Cet équilibre détermine si les mécanismes de reproduction consanguine se développent et la nature spécifique de ces mécanismes.
La consanguinité peut entraîner une dépression endogamique, qui est la réduction de la forme physique d'une population donnée issue de la consanguinité. La dépression de consanguinité se produit par l'apparition de traits désavantageux dus à l'appariement d'allèles récessifs délétères dans la descendance d'un couple de reproducteurs. Lorsque deux individus apparentés s'accouplent, la probabilité d'appariement d'allèles récessifs délétères dans la progéniture résultante est plus élevée que lorsque des individus non apparentés s'accouplent en raison d'une homozygotie accrue. Cependant, la consanguinité permet également de purger génétiquement (en) des allèles délétères qui, autrement, continueraient à exister dans la population et pourraient potentiellement augmenter en fréquence avec le temps. Un autre effet négatif possible de la consanguinité est un système immunitaire affaibli en raison d'allèles immunitaires moins diversifiés.
Un examen de la génétique de la dépression endogamique dans les populations d'animaux sauvages et de plantes, ainsi que chez l'homme, a amené à la conclusion que la dépression endogamique et son opposé, l'hétérosis (vigueur hybride), sont principalement causés par la présence d'allèles délétères récessifs dans les populations. La reproduction consanguine, y compris l'autofécondation chez les plantes et la parthénogenèse automatique chez les hyménoptères, tend à conduire à l'expression nocive d'allèles récessifs délétères (dépression endogamique). La fécondation croisée entre des individus non apparentés conduit généralement au masquage d'allèles récessifs délétères dans la descendance,.
De nombreuses études ont démontré que les individus homozygotes sont souvent désavantagés par rapport aux individus hétérozygotes. Par exemple, une étude menée sur une population de guépards sud-africains a démontré que l'absence de variabilité génétique entre les individus de la population a eu des conséquences négatives pour les individus, telles qu'un taux plus élevé de mortalité juvénile et d'anomalies des spermatozoïdes. Lorsque les hétérozygotes possèdent un avantage en matière d'adaptation par rapport à un homozygote, une population avec un grand nombre d'homozygotes aura un avantage relativement réduit, conduisant ainsi à une dépression endogamique. Grâce à ces mécanismes décrits, les effets de la dépression endogamique sont souvent suffisamment graves pour provoquer l'évolution des mécanismes d'évitement de la consanguinité.

## Mécanismes
Les mécanismes d'évitement de la consanguinité ont évolué en réponse à la sélection contre la progéniture consanguine. L'évitement de la consanguinité se produit dans la nature par au moins quatre mécanismes, :
- la reconnaissance de la parenté,
- la dispersion,
- les copulations extra-couple ou extra-groupe,
- et la maturation retardée / suppression de la reproduction.

Il est à noter que ces mécanismes ne s'excluent pas mutuellement et que plusieurs peuvent se produire dans une population à un moment donné.

### Reconnaissance des parents

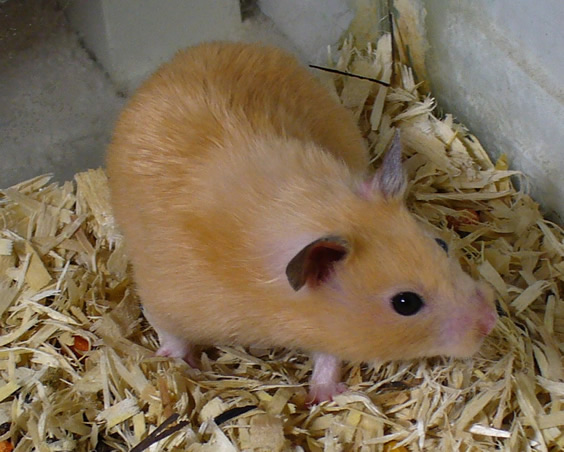
Il a été démontré que les hamsters dorés utilisent leurs propres phénotypes comme modèle afin de différencier les parents et les non-parents par olfaction

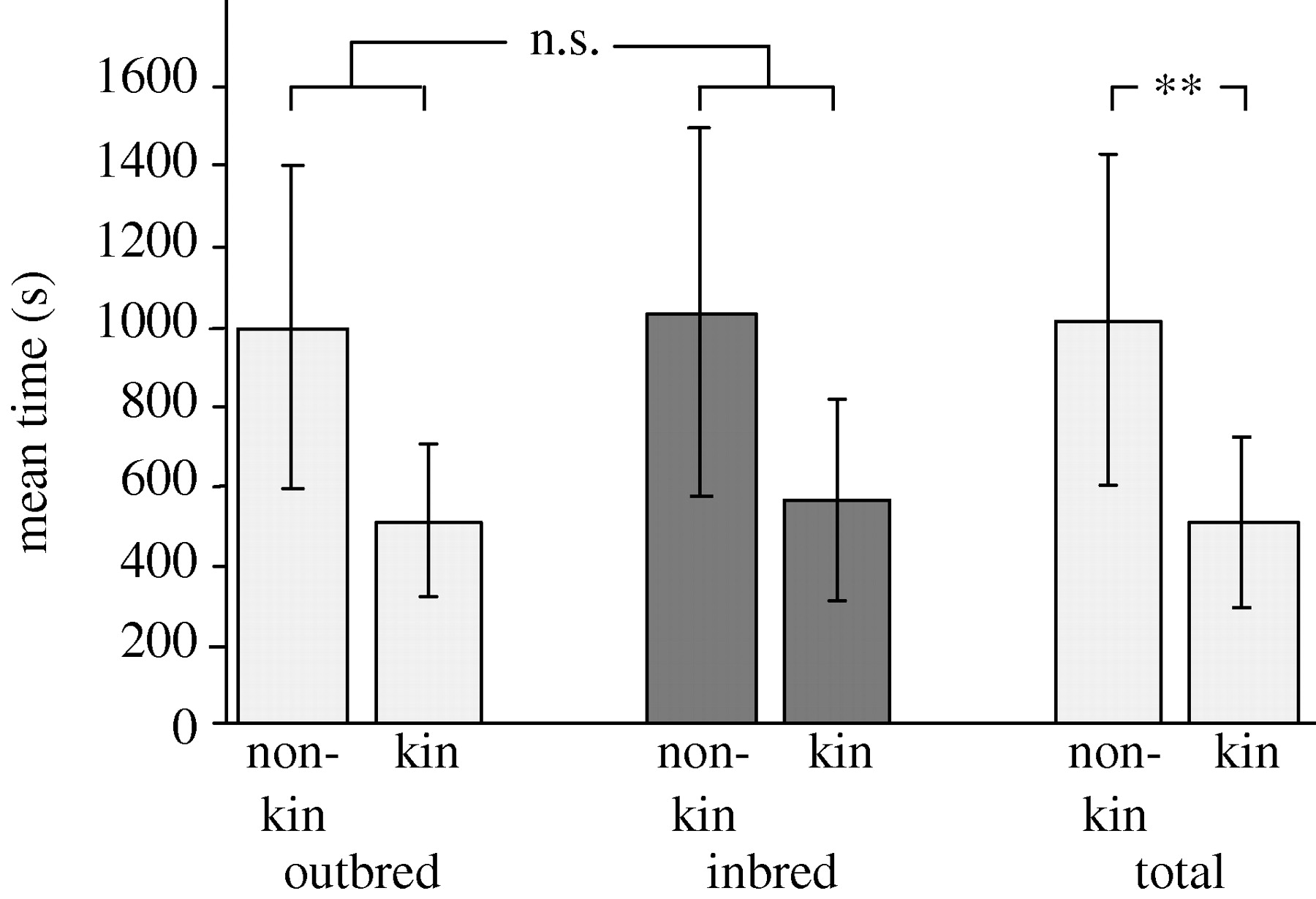
Temps moyen (± sd) que les femmes ont passé à courtiser devant les non-parents (barres de gauche) et les frères (barres de droite). Il s'agit du temps que les femelles ont passé dans la zone de choix mesurant 7 × 19 cm devant les compartiments des mâles pour les poissons non consanguins (n = 9) et consanguins (n = 7) ainsi que pour toutes les femelles (n = 16). Chaque test a duré 1800 s., n.s., non significatif, ** p <0,01.

La reconnaissance des parents est le mécanisme par lequel les individus identifient et évitent de s'accoupler avec des congénères étroitement apparentés. Il y a eu de nombreux exemples documentés de cas dans lesquels des individus se sont avérés trouver des congénères étroitement apparentés peu attrayants. Dans un ensemble d'études, les chercheurs ont formé des paires de compagnons artificiels relatifs et non relatifs (artificiels, ce qui signifie qu'ils jumelaient préférentiellement des individus pour s'accoupler aux fins des expériences) et ont comparé les résultats de reproduction des deux groupes. Dans ces études, les parents appariés ont démontré une reproduction réduite et une plus grande réticence à l'accouplement par rapport aux non-parents,,,. Par exemple, dans une étude de Simmons sur les grillons des champs, les grillons femelles ont présenté une plus grande latence d'accouplement pour les frères et sœurs jumelés et les demi-frères et sœurs que pour les non-frères. Dans une autre série d'études, les chercheurs ont permis aux individus de choisir leurs compagnons parmi les conspécifiques qui se trouvent sur un spectre de parenté. Dans cet ensemble, les individus étaient plus susceptibles de choisir des conspécifiques non apparentés plutôt qu'apparentés. Par exemple, dans une étude de Krackow et al., Des souris domestiques mâles sauvages ont été installées dans une arène avec quatre ouvertures séparées menant à des cages avec de la litière de congénères. Les congénères présentaient une gamme de liens avec les sujets de test, et les mâles préféraient significativement la litière des non-sœurs à la litière des femelles apparentées.
Des études ont montré que la reconnaissance des parents est plus développée chez les espèces dont les schémas de dispersion facilitent les rencontres fréquentes avec les parents adultes.
Les mécanismes utilisés pour la reconnaissance des parents varient considérablement. Ces mécanismes comprennent la reconnaissance fondée sur l'association ou la familiarité, les propres signaux phénotypiques d'un individu, les signaux chimiques et les gènes du CMH. Dans les mécanismes d'association / familiarité, les individus apprennent les profils phénotypiques de leurs proches et utilisent ce modèle pour la reconnaissance de leurs proches. De nombreuses espèces y parviennent en se « familiarisant » avec leurs frères et sœurs, leurs compagnons de portée ou leurs compagnons de nidification. Ces espèces dépendent de la progéniture élevée à proximité pour obtenir la reconnaissance des parents. C'est ce qu'on appelle l'effet Westermarck. Par exemple, Holmes et Sherman ont mené une étude comparative sur les spermophiles de l'Arctique et les spermophiles de Belding. Ils ont manipulé les groupes élevés pour inclure à la fois les frères et sœurs et les compagnons de nid adoptés de manière croisée et ont constaté que dans les deux espèces, les individus étaient agressifs envers leurs compagnons de nid, quelle que soit leur parenté. Chez certaines espèces où les groupes sociaux sont très stables, la parenté et l'association entre les nourrissons et d'autres individus sont généralement fortement corrélées. Par conséquent, le degré d'association peut être utilisé comme une mesure de la reconnaissance des parents.
Les individus peuvent également utiliser leurs propres caractéristiques ou phénotype comme modèle dans la reconnaissance des parents. Par exemple, dans une étude, Mateo et Johnston avaient des hamsters dorés élevés avec seulement des non-parents, puis les avaient plus tard fait différencier les odeurs d'individus apparentés et non-apparentés sans aucune rencontre postnatale avec des parents. Les hamsters ont pu faire la distinction entre les odeurs, démontrant ainsi l'utilisation de leur propre phénotype aux fins de la reconnaissance des parents. Cette étude fournit également un exemple d'espèce utilisant des indices chimiques pour la reconnaissance des parents.
Les principaux gènes complexes d'histocompatibilité, ou gènes du CMH, ont été impliqués dans la reconnaissance des parents. Une idée est que les gènes du CMH codent un profil de phéromone spécifique pour chaque individu, qui sont utilisés pour faire la distinction entre les congénères parents et non-parents. Plusieurs études ont démontré l'implication des gènes du CMH dans la reconnaissance des parents. Par exemple, Manning et al.a mené une étude chez des souris domestiques qui a examiné le comportement de l'espèce en matière de nidification communautaire ou d'allaitement de ses propres souriceaux ainsi que des souriceaux d'autres individus. Comme Manning et al. l'énonce, la théorie de la sélection des parents prédit que les souris domestiques allaitent sélectivement les souriceaux de leurs parents afin de maximiser la valeur sélective inclusive. Manning et al. démontrent que les souris domestiques utilisent les gènes du CMH dans le processus de discrimination entre parents en préférant les individus qui partagent les mêmes formes alléliques que les gènes du CMH.

### Évitement de la consanguinité post-copulatoire chez la souris
Des expériences utilisant la fécondation in vitro chez la souris, ont fourni des preuves de la sélection des spermatozoïdes au niveau gamétique. Lorsque les spermatozoïdes des mâles frères étaient mélangés, un biais de fécondation en faveur du sperme des mâles non frères a été observé. Les résultats ont été interprétés comme une sélection de spermatozoïdes provenant des ovules contre les spermatozoïdes apparentés.

### Reconnaissance de la parenté humaine
L'utilisation possible de mécanismes axés sur l'olfaction dans la reconnaissance de la parenté humaine et l'évitement de la consanguinité a été examinée dans trois types d'études différents. Les résultats ont indiqué que l'olfaction peut contribuer au développement de la prévention de l'inceste (effet Westermarck) pendant l'enfance.

### Évitement de la consanguinité dans les plantes
Des expériences ont été réalisées avec la plante dioïque Silene latifolia pour tester si la sélection post-pollinisation favorise les donneurs de pollen moins apparentés et réduit la dépression endogamique. Les résultats ont montré que chez S. latifolia, et vraisemblablement dans d'autres systèmes végétaux avec dépression endogamique, la sélection du pollen ou des embryons après pollinisation multiple peut réduire la consanguinité.

### Dispersion

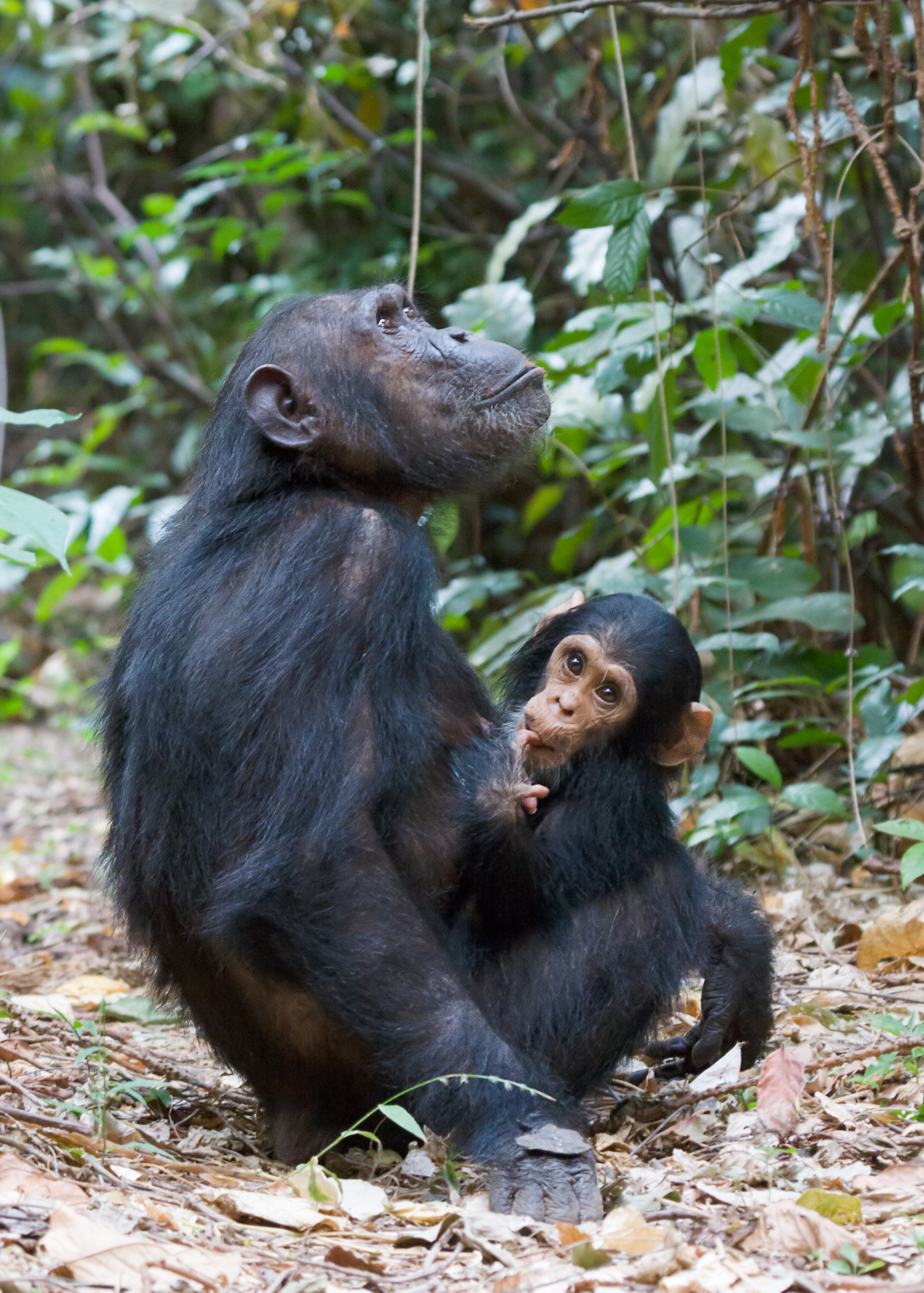
Dans le Parc national de Gombe Stream, les chimpanzés mâles restent dans leur communauté natale tandis que les femelles se dispersent dans d'autres groupes

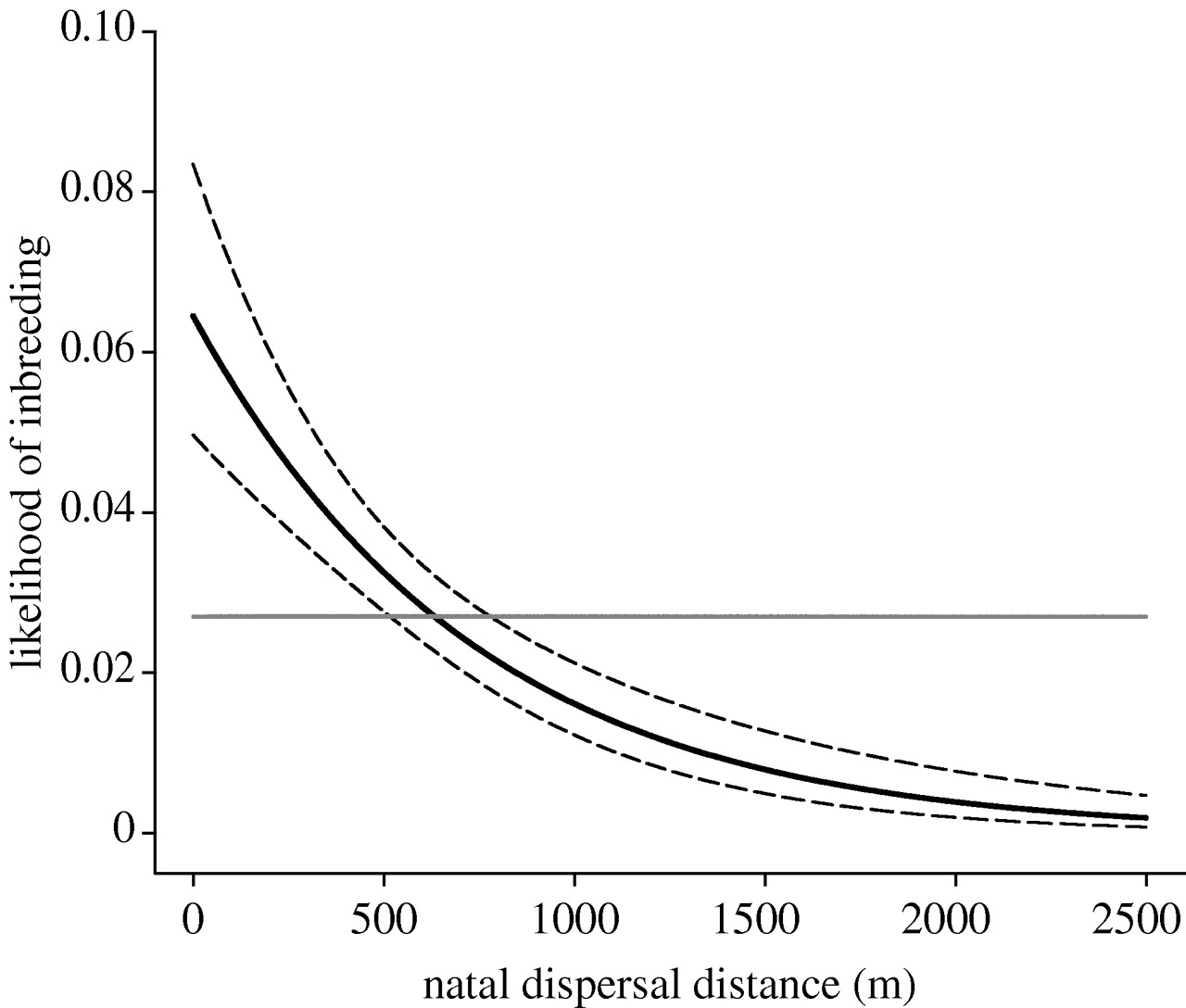
La probabilité d'accouplement avec des parents diminue par rapport à la distance de dispersion natale (m). La ligne en gras montre les valeurs ajustées où la distance de dispersion natale a été ajustée comme un prédicteur de la consanguinité (f ≥ 0,03125) ; les lignes pointillées indiquent l'intervalle de confiance à 95 % pour l'ajustement. La ligne horizontale représente la probabilité moyenne de consanguinité de la population globale.

Certaines espèces adopteront la dispersion pour séparer les parents proches et empêcher la consanguinité. La voie de dispersion initiale que les espèces peuvent emprunter est connue sous le nom de dispersion natale, par laquelle les individus s'éloignent de la zone de naissance. Par la suite, les espèces peuvent alors recourir à la dispersion reproductrice, au cours de laquelle les individus passent d'un groupe non natal à un autre. Nelson-Flower et coll. (2012) ont mené une étude sur les cratéropes bicolores constatant que les individus peuvent voyager plus loin des groupes natals que des groupes non natals. Cela peut être attribué à la possibilité de rencontrer des parents dans les aires de répartition locales lors de la dispersion. La mesure dans laquelle un individu d'une espèce particulière se dispersera dépend de la question de savoir si les avantages de la dispersion peuvent l'emporter à la fois sur les coûts de la consanguinité et sur les coûts de la dispersion. Les déplacements sur de longues distances peuvent entraîner des risques de mortalité et des coûts énergétiques plus élevés.

#### Dispersion fondée sur le sexe
Dans de nombreux cas de dispersion, un sexe montre une plus grande tendance à se disperser de sa région natale que le sexe opposé. L'ampleur du biais pour un sexe particulier dépend de nombreux facteurs qui incluent, mais sans s'y limiter : le système d'accouplement, l'organisation sociale, les coûts de consanguinité et de dispersion, et les facteurs physiologiques,,.

##### Dispersion des femelles
Les oiseaux ont tendance à adopter des systèmes d'accouplement monogames dans lesquels les mâles restent dans leurs groupes natals pour défendre des territoires familiers avec des ressources de haute qualité. Les femelles ont généralement une dépense énergétique élevée lors de la production de la progéniture, donc la consanguinité est coûteuse pour les femelles en termes de survie de la progéniture et de succès reproductif. Les femelles bénéficieront alors davantage en se dispersant et en choisissant parmi ces mâles territoriaux. De plus, selon l'hypothèse d'Œdipe, les filles d'oiseaux femelles peuvent tromper leur mère par le parasitisme de couvée, les femelles expulseront donc les femelles du nid, obligeant leurs filles à se disperser. La dispersion des femelles n'est pas observée uniquement chez les oiseaux ; les mâles peuvent rester philopatriques chez les mammifères lorsque la durée de résidence moyenne des mâles adultes dans un groupe reproducteur dépasse l'âge moyen de maturation et de conception des femelles. Par exemple, dans une communauté de chimpanzés du Parc national de Gombe, les mâles ont tendance à rester dans leur communauté natale pour la durée de leur vie, tandis que les femelles se déplacent généralement vers d'autres communautés dès qu'elles atteignent la maturité.

##### Dispersion des mâles
La dispersion des mâles est plus fréquente chez les mammifères avec des systèmes de reproduction communautaire et polygame. Les mâles juvéniles marsupiaux australiens ont une plus grande tendance à se disperser de leurs groupes natals, tandis que les femelles restent philopatriques. Chez Antechinus, cela est dû au fait que les mâles meurent immédiatement après l'accouplement ; par conséquent, lorsqu'ils se dispersent pour s'accoupler, ils rencontrent souvent des groupes de femelles natales saus aucun mâle présent. En outre, l'hypothèse d'Œdipe stipule également que les pères dans les systèmes polygyniques expulseront les fils avec le potentiel de s'accoupler. Les systèmes d'accouplement polygyniques influencent également la compétition intrasexuelle entre les mâles, où dans les cas où les mâles peuvent garder plusieurs femelles et exercer leur domination, les mâles subordonnés sont souvent obligés de se disperser dans d'autres groupes non natals.
Lorsque les espèces adoptent des mécanismes alternatifs pour éviter la consanguinité, ces derniers peuvent indirectement influencer la dispersion d'une espèce.

#### Dispersion non biaisée
Lorsque les coûts et les avantages de la dispersion sont symétriques tant pour les mâles que pour les femelles, on ne s'attend à aucune dispersion biaisée chez les espèces.

### Maturation retardée
La maturation sexuelle retardée de la progéniture en présence des parents est un autre mécanisme par lequel les individus évitent la consanguinité. Les scénarios de maturation retardée peuvent impliquer le retrait du parent d'origine de sexe opposé, comme c'est le cas chez les lionnes qui présentent un œstrus plus tôt après le remplacement de leur père par de nouveaux mâles. Une autre forme de maturation retardée implique la présence parentale qui inhibe l'activité reproductrice, comme chez les descendants de marmousets matures dont la reproduction est supprimée en présence de parents et frères et sœurs de sexe opposé dans leurs groupes sociaux. La suppression de la reproduction se produit lorsque des individus sexuellement matures d'un groupe sont empêchés de se reproduire en raison de stimuli comportementaux ou chimiques d'autres membres du groupe qui suppriment le comportement de reproduction. Les signaux sociaux (en) du milieu environnant dictent souvent le moment où l'activité de reproduction est supprimée et implique des interactions entre adultes de même sexe. Si les conditions actuelles de reproduction sont défavorables, par exemple s'ils ne sont seulement entourés par des congénères apparentés comme moyen de se reproduire, les individus peuvent augmenter leur succès reproductif en organisant leurs tentatives de reproduction dans des conditions plus favorables. Ceci peut être réalisé par des individus supprimant leur activité de reproduction dans de mauvaises conditions de reproduction.
L'évitement de la consanguinité entre les descendants philopatriques et leurs parents / frères et sœurs restreint considérablement les possibilités de reproduction des subordonnés vivant dans leurs groupes sociaux. Une étude d'O'Riain et al. (2000) ont examiné les groupes sociaux des suricates et les facteurs affectant la suppression de la reproduction chez les femelles subordonnées. Ils ont constaté que dans les groupes familiaux, l'absence d'un individu dominant de l'un ou l'autre sexe entraînait une quiescence reproductive. L'activité reproductrice n'a repris que lorsqu'une autre femelle sexuellement mature a obtenu la domination et l'immigration d'un mâle non apparenté. La reproduction nécessitait la présence d'un partenaire de sexe opposé non apparenté, qui agissait comme un stimulus approprié sur des subordonnés reproductivement supprimés qui étaient au repos en présence de l'individu dominant d'origine.

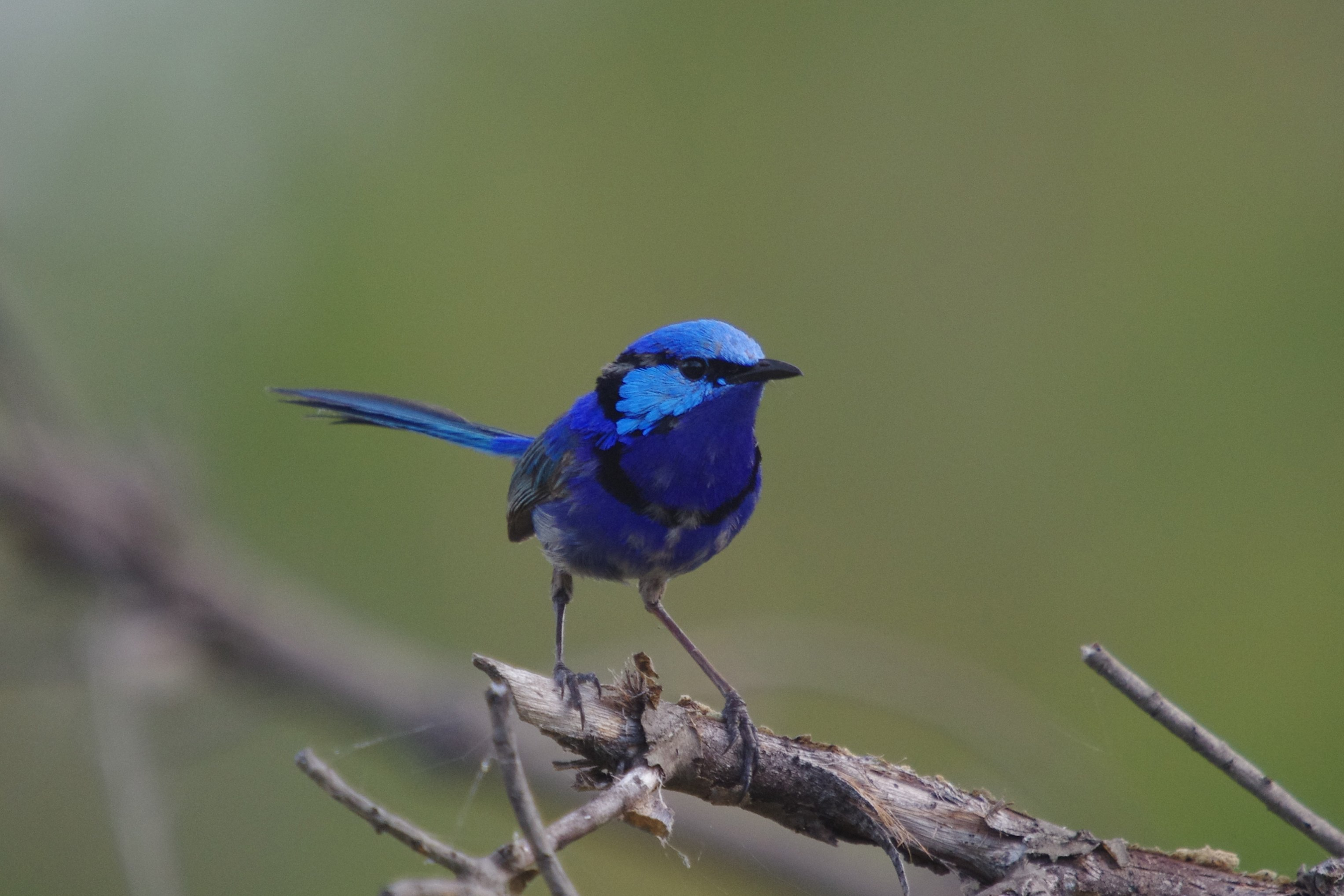
L'analyse de l'ADN a montré que 60 % de la progéniture dans les nids de mérions splendides ont été engendrées par des copulations extra-paires, plutôt que par des mâles résidents.

### Copulations extra-paires
Dans diverses espèces, les femelles profitent de l'accouplement avec plusieurs mâles, produisant ainsi plus de descendants d'une plus grande diversité génétique et potentiellement de qualité. Les femelles qui sont liées en couple à un mâle de mauvaise qualité génétique, comme cela peut être le cas en consanguinité, sont plus susceptibles de s'engager dans des copulations supplémentaires afin d'améliorer leur succès reproducteur et la survie de leur progéniture. Cette qualité améliorée chez la progéniture est générée soit par les effets intrinsèques de bons gènes (en), soit par les interactions entre les gènes compatibles des parents. Dans la reproduction consanguine, la perte d'hétérozygotie contribue à la diminution globale du succès reproducteur, mais lorsque les individus s'engagent dans des copulations extra-paires, l'accouplement entre des individus génétiquement différents entraîne une augmentation de l'hétérozygotie.
Les copulations extra-paires impliquent un certain nombre de coûts et d'avantages pour les animaux mâles et femelles. Pour les hommes, la copulation hors couple implique de passer plus de temps loin du couple d'origine à la recherche d'autres femmes. Cela augmente les risques que la femelle d'origine soit fécondée par d'autres mâles alors que le mâle d'origine est à la recherche de partenaires, conduisant à une perte de paternité. Le compromis pour ce coût dépend entièrement de la capacité du mâle de féconder les œufs des autres femelles lors de la copulation extra-paire. Pour les femelles, les copulations en couple supplémentaire assurent la fécondation des ovules et fournissent une variété génétique supplémentaire avec des spermatozoïdes compatibles qui évitent l'expression de gènes récessifs dommageables associés à la consanguinité. Grâce à l'accouplement extra-couple, les femelles sont capables de maximiser la variabilité génétique de leur progéniture, offrant une protection contre les changements environnementaux qui pourraient autrement cibler des populations plus homozygotes qui résulte souvent de la consanguinité.
Le fait qu'une femelle s'engage dans des accouplements extra-paires pour éviter la consanguinité dépend de la question de savoir si les coûts de la copulation en couple supplémentaire l'emportent sur les coûts de la consanguinité. Dans les copulations extra-couples, les coûts de la consanguinité et la perte du soutien du mâle dans le couple (conduisant à la perte de l'attention paternelle) doivent être pris en compte avec les avantages du succès reproducteur que la copulation extra-couple fournit. Lorsque les soins paternels sont absents ou ont peu d'influence sur la capacité de survie de la progéniture, il est généralement favorable pour les femelles de s'engager dans des accouplements supplémentaires pour augmenter le succès reproducteur et éviter la consanguinité.

## Lacunes
L'évitement de la consanguinité a été étudié par trois méthodes principales :
1. l'observation du comportement individuel en présence et en l'absence de parents proches,
2. la comparaison des coûts d'évitement avec les coûts de tolérance de consanguinité proche,
3. la comparaison des fréquences observées et aléatoires de consanguinité proche.

Aucune de ces méthodes n'est parfaite et cela suscite un débat sur la question de savoir si l'hypothèse d'évitement de la consanguinité explique ces observations comportementales de manière complète et cohérente. Bien que la première option soit la méthode préférée et largement utilisée, il y a toujours un débat pour savoir si elle peut fournir des preuves pour étayer la théorie des stratégies d'évitement de la consanguinité.
Une bonne majorité de la littérature sur l'évitement de la consanguinité a été publiée il y a au moins 15 ans, ce qui laisse la croissance et le développement de l'étude à travers les méthodes expérimentales et la technologie actuelles. Il existe un meilleur accès à des techniques moléculaires plus avancées, telles que la prise d'empreintes ADN, qui rend la mesure de la proximité génétique plus efficace et précise. Il y a également eu un intérêt croissant pour l'étude de l'évitement de la reproduction consanguine chez les carnivores, où les recherches sur les explications de leurs comportements sociaux sont en cours.